# Torremocha de Jarama
Torremocha de Jarama község Spanyolországban, Madrid tartományban. Torremocha de Jarama El Berrueco, Patones, Uceda és Torrelaguna községekkel határos. Lakosainak száma 1132 fő (2024).

## Népesség
A település népessége az utóbbi években az alábbiak szerint változott:
| Lakosok száma | 351  | 489  | 669  | 769  | 877  | 926  | 942  | 1019 | 1097 | 1132 |
|               | 2001 | 2004 | 2007 | 2009 | 2012 | 2014 | 2017 | 2019 | 2022 | 2024 |